# Potii-ta-rire
Potii-ta-rire är magins gudinna inom Tahitis mytologi. 